# زنبق ساقه‌کوتاه
زنبق ساقه‌کوتاه (نام علمی: Iris brevicaulis) نام یک گونه از سرده زنبق است.